# オアハカ中央盆地にあるヤグルとミトラの先史時代の洞窟群
オアハカ中央盆地にあるヤグルとミトラの先史時代の洞窟群（オアハカちゅうおうぼんちにあるヤグルとミトラのせんしじだいのどうくつぐん）は、メキシコのオアハカ州にあるUNESCOの世界遺産リスト登録物件である。オアハカ盆地のギラ・ナキツ洞窟には、アメリカ大陸最古とされる植物の栽培跡が含まれており、付近に残るサポテカ文明期の考古遺跡ヤグル（ヤグール）などとともに、メソアメリカ文明の長期間に及ぶ生活様式の変化を伝えている。

## 構成資産
構成資産はトラコルラ市、ディアス・オルダス市、ミトラ市にまたがる先史時代洞窟群のほか、ヤグル遺跡、カバリト・ブランコ遺跡、周辺の農業景観で構成されている。なお、ミトラ市にはサポテカ文明期の考古遺跡ミトラが残るが、それは世界遺産登録範囲外である。

### 先史時代の洞窟群
一帯には147の洞窟・岩陰遺跡が残る。その中でもギラ・ナキツ (Guilá Naquitz)、クエバ・ブランカ (Cueva Blanca)、マルティネス岩陰遺跡 (Martinez Rock Shelter) などは1960年代に初めて調査され、以降も断続的に学術調査が行われている。

#### ギラ・ナキツ

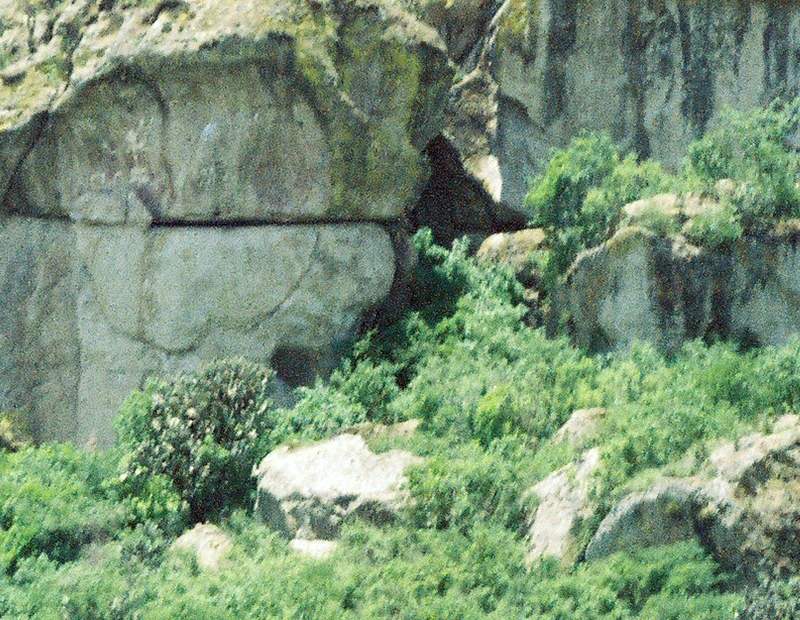
ギラ・ナキツ洞窟

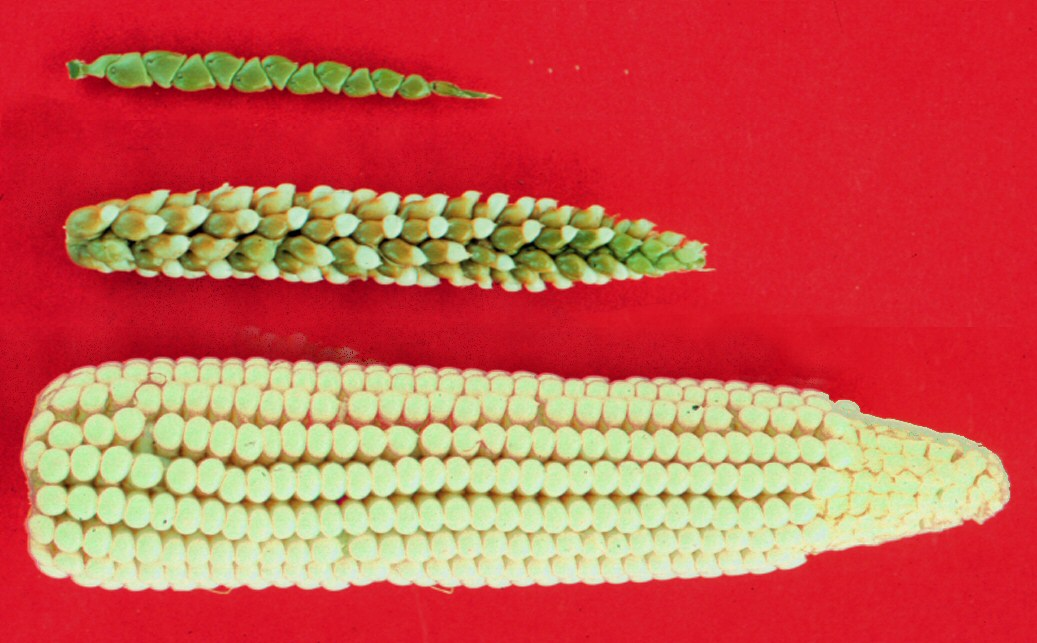
テオシンテ（上）、トウモロコシ（下）、両者の交配種（中央）

ギラ・ナキツは古期（紀元前8000年頃 - 前1800年頃）の中でもナキツ期（前8900年 - 前6700年）に属している。この浅い洞窟（岩陰遺跡）は、狩猟採集民によって季節的に利用されていたもので、採集された後に大量に放置されたドングリ、栽培されていたらしいウリ科のヒョウタン、カボチャなどが見つかっている。ヒョウタンは容器として使われたらしく、移住生活の水の確保に関わっていた。ヒョウタンはアメリカ大陸で最初に栽培された植物であったことが有力視されており、とりわけギラ・ナキツで発見されているヒョウタンは、同地で発見されているウリ、マメなどとともに、加速器質量分析法で紀元前8000年頃という数値が出ているため、アメリカ大陸最古の栽培例とされている。
ギラ・ナキツからはトウモロコシの穂軸も発見されており、年代測定の結果、紀元前4200年頃のものとされている。トウモロコシの起源は未解明だが、テオシンテという小さなイネ科植物から派生したことが有力視されており、ギラ・ナキツからはテオシンテの花粉も見つかっている。ギラ・ナキツ出土の穂軸は、かつてトウモロコシの最古の栽培の可能性を示すものではないかとされたこともあったが、現在までのプラント・オパールや花粉などに基づく分析から、栽培の起源は紀元前7000年頃のメキシコのバルサス川中流域にあるらしいと考えられるようになっている。しかし、トウモロコシの遺存体としては、ギラ・ナキツが最古であることに変わりはない。ほかに出土している遺存体としては、メスキート、エノキの実、ウチワサボテン、グアヘ（マメ科）、ベニバナインゲン、インゲンマメ、コヨーテメロン（ウリ科）、ペポカボチャ、トウガラシ、リュウゼツランなどを挙げることが出来る。
ギラ・ナキツで暮らしていた人々は、打製石器や磨製石器を使い、一部の植物の栽培を始めても、狩猟採集を中心とする移住生活から定住農耕生活への急速な移行は見られなかった。これはメソアメリカ全体に共通する点であり、数千年にわたる漸進的な移行は、メソアメリカにおいて、いわゆる新石器革命がなかったことを示している。ギラ・ナキツの人々は、シカやウサギを狩り、リュウゼツランやサボテンの実などを採ったりして暮らしていた。

#### クエバ・ブランカ
クエバ・ブランカ（Cueva Blanca, 「白い洞窟」の意味）は、石期（紀元前10000年 - 前8000年）から古期にかけての洞窟遺跡である。石期はメソアメリカにユーラシア大陸からのモンゴロイドが移住して間もないと考えられている時期であり、クエバ・ブランカのその時期（前9050 - 前8780）の層からは、焼かれた痕跡のある多種の小動物の骨および打製石器が出土している。草原地帯の少ない当時のメソアメリカでは、大型動物はほとんどいなかったのである。
時代は下って、古期のブランカ期（前3300年 - 前2800）には、その層から出土した尖頭器の様式から、テワカン盆地と何らかの交流があった可能性が想定されている。

### ヤグル遺跡
ヤグル（ヤーグル）は、サポテカ文明期（紀元前500年 - 後750年）に成立した都市で、その時期のオアハカ盆地の中心都市モンテ・アルバンの衰退後に勢力を伸ばした都市のひとつである。その遺跡は都市オアハカの東方36キロメートルに残っている。とりわけ、その球戯場はオアハカ盆地で最大、メソアメリカ全体でもチチェン・イッツァの次に大きいとされる。山上都市のため、山頂付近の地域からはオアハカ盆地全域を見渡すことができる。

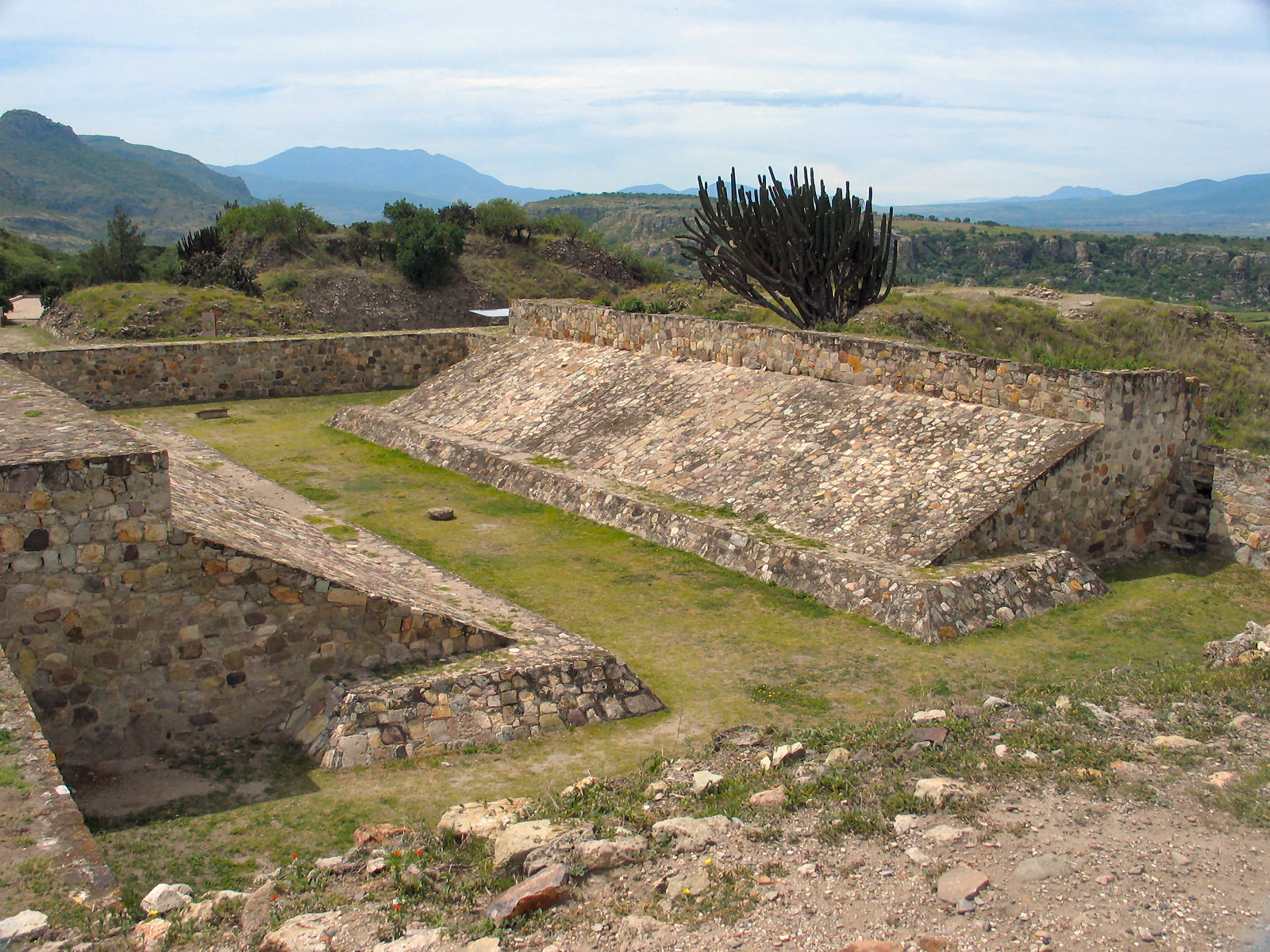
ヤグルの球戯場

世界遺産構成資産としては、洞窟遺跡群とは異なる時期のオアハカ盆地の発展の様子を伝えていることから推薦された。

### カバリト・ブランコ
カバリト・ブランコ（Caballito Blanco, 「白い子馬」の意）は先古典期のうち、モンテ・アルバンII期（紀元前100年 - 後200年）の考古遺跡である。ヤグルの南東に位置し、建造物群、石壁、広場などの遺構が残っている。。周辺には前後する時期のものも含めた洞窟遺跡が多く残り、祭祀に使われていたらしい洞窟には岩絵（彩色画、線刻画）も描かれている。それらの一つである白馬の絵が、この遺跡の名の由来である。

## 登録経緯
この物件が世界遺産の暫定リストに記載されたのは、2001年11月20日のことであった。そのときの記載名は「オアハカ中央盆地にあるヤグルとミトラの先史時代の洞窟群」(Pre-Historic Caves of Yagul and Mitla in Oaxaca's Central Valleys) で、英語の綴りが後の世界遺産登録名とは若干異なる部分を含んでいた。
この物件は2009年1月30日に正式に推薦された。これに対し、世界遺産委員会の諮問機関である国際記念物遺跡会議 (ICOMOS) は、ギラ・ナキツ、クエバ・ブランカ、ジェオ・シ（後述）という古期の3つの遺跡に絞るべきことを勧告し、その場合にならば、世界遺産登録基準 (3) に合致する可能性があるとした。こうした判断から、ICOMOSが出した勧告は「情報照会」となった。
しかし、第34回世界遺産委員会（2010年）では勧告が覆され、当初の推薦どおりの内容で登録が認められ、登録面積・緩衝地域面積とも、推薦時のまま面積1,515 ha、緩衝地域3,860 haとなった。同じ年に審議されたカミノ・レアル・デ・ティエラ・アデントロも登録を果たし、この年の審議でメキシコの世界遺産は31件となった。

### 登録名
世界遺産としての正式登録名は、Prehistoric Caves of Yagul and Mitla in the Central Valley of Oaxaca （英語）、Grottes préhistoriques de Yagul et Mitla au centre de la vallée de Oaxaca （フランス語）である。その日本語訳は資料によって以下のような違いがある。
- オアハカ中部渓谷ヤグルとミトラの先史時代洞窟 - 日本ユネスコ協会連盟[23]
- オアハカの中部渓谷にあるヤグルとミトラの先史洞窟[24]
- オアハカ中部渓谷の先史時代洞窟、ヤグルとミトラ - 谷治正孝[25]
- オアハカの中央渓谷のヤグールとミトラの先史時代の洞窟群 - 古田陽久・古田真美[26]
- オアハカ中央渓谷ヤグールとミトラの有史以前の洞窟 - 市原富士夫[27]

## 登録基準
この世界遺産は世界遺産登録基準のうち、以下の条件を満たし、登録された（以下の基準は世界遺産センター公表の登録基準からの翻訳、引用である）。
- (3) 現存するまたは消滅した文化的伝統または文明の、唯一のまたは少なくとも稀な証拠。
  - 世界遺産委員会はこの基準について、「ウリ、ヒョウタン、マメといった他の植物の栽培に関わるギラ・ナキツ洞窟から出土した植物上の証拠は、クエバ・ブランカやジェオ・シから出土した考古学的証拠と結びついており、それらはともに中央アメリカのこの地域で、狩猟採集生活から、より定住性の高い生活へと進化したことを伝える傑出した例証と見なされうる」[28]と説明した。

世界遺産委員会の決議集に見られるこの採択理由は、ICOMOSの勧告書で、構成資産をギラ・ナキツ、クエバ・ブランカ、ジェオ・シに絞った場合に当てはまりうる採択案として示されていたものが、そのまま転用されている。そこで唐突に出てくる「他の」(other) 植物という表現は、もともとのICOMOSの勧告書の文脈ではトウモロコシ以外の植物という意味で使われている。メキシコ当局は基準 (3) の適用理由を、トウモロコシ栽培の開始と結び付けていたが、ICOMOSはそれを否定しつつ、それ以外の植物栽培の歴史との関連でなら価値を認めうるとしたのである。
なお、適用理由説明に登場するジェオ・シ (Gheo Shih) はテオシンテの花粉や磨製石器が出土している開地遺跡で、古期の中でも、一度オアハカ盆地での生活の痕跡が途絶えた後のヒカラス期（前5000年 - 前4000年）に属し、雨期に利用されていたと見なされている。前述の通り、ICOMOSはこれを含めつつ構成資産を絞込むように求めていたが、世界遺産推薦範囲には含まれておらず、緩衝地域内にあった。世界遺産登録に際して組み込まれたのかどうかは、決議集には明記されていない（前述のように、面積自体は推薦時と登録時に変化はない）。